# 総合犬山中央病院
総合犬山中央病院（そうごういぬやまちゅうおうびょういん）は、愛知県犬山市にある病院である。社会医療法人志聖会が運営する。犬山市、丹羽郡扶桑町・大口町、岐阜県可児市、各務原市鵜沼地区を主な診療圏とした病院である。また2次救急告示医療機関である。回復期リハビリテーション施設も併設している。

## 特徴
愛知県尾張北部医療圏の南部地域（丹羽郡大口町・扶桑町、犬山市）と岐阜県可児市、各務原市の一部の急性期医療を担う病院である。

## 診察科
- 内科
- 循環器科
- 消化器科
- 呼吸器科
- 神経内科
- 外科
- 脳神経外科
- 整形外科
- 産婦人科
- 皮膚科
- 泌尿器科
- 小児科
- 眼科
- 耳鼻咽喉科
- 放射線科
- リハビリテーション科
- リウマチ科
- アレルギー科
- 麻酔科
- 健康管理センター
- 日本総合健診医学会
- 優良総合健診施設

## 各種認定
- 臨床研修指定病院
- 日本内科学会認定医教育関連病院
- 日本肝臓学会専門医制度関連施設
- 日本消化器内視鏡学会指導施設
- 日本循環器学会認定循環器専門医研修施設
- 日本高血圧学会専門医認定施設
- 日本外科学会認定制度修練施設
- 日本脳神経外科学会専門医認定制度による指定訓練場所
- 日本脳卒中学会認定研修教育病院
- 認知症学会専門医教育施設
- 日本整形外科学会認定医制度による研修施設
- 日本眼科学会専門医制度研修施設
- 日本病理学会登録施設
- 肝疾患専門医療機関
- 尾北看護専門学校実習施設

## 沿革
- 1982年（昭和57年） - 犬山中央病院 開設。
- 1982年（昭和57年） - 予防検診事業（人間ドック、成人病検診）開始。
- 1988年（昭和63年） - 病院広報紙『ごろまるだより』発刊。
- 1988年（昭和63年） - 院内保育施設『たんぽぽ』開設。
- 1995年（平成7年） - 救急輪番制病院群 指定。
- 1998年（平成10年） - 総合病院 承認。
- 2001年（平成13年） - 開放型病院 承認。
- 2003年（平成15年） - 臨床研修病院 指定。
- 2004年（平成16年） - 回復期リハビリテーション病棟竣工。
- 2013年（平成25年） - RI棟竣工式、内覧会実施。
- 2013年（平成25年） - 社会医療法人認可取得  新法人名社会医療法人志聖会に改称。 同時に病医院名も総合犬山中央病院に改称。

## 交通機関
- 名鉄犬山線・小牧線・広見線 犬山駅下車。犬山駅より2km弱。徒歩で20分強。
  - 名鉄犬山線犬山口駅および名鉄小牧線羽黒駅からでもほぼ同じ。
- 岐阜バス 明治村行き（五郎丸経由）「総合犬山中央病院前」バス停下車。
  - もしくは、岐阜バス 明治村行き「総合犬山中央病院東」バス停下車。
- 犬山市コミュニティバス「総合犬山中央病院」バス停下車。
- 病院近くを名鉄小牧線が高架で通過しているが、駅は設置されていない（五郎丸信号場がある）。

## 各施設

### 付属施設
- 循環器センター
- 脳卒中センター
- 健康管理センター

### 提携施設
- 尾北看護専門学校